# Warneckea fascicularis
Warneckea fascicularis là một loài thực vật có hoa trong họ Mua. Loài này được (Planchon ex Bentha) Jacq.-Fél. miêu tả khoa học đầu tiên năm 1978.